# Кубок Англії з футболу 1907—1908
Кубок Англії з футболу 1907—1908 — 37-й розіграш найстарішого футбольного турніру у світі, Кубка виклику Футбольної Асоціації, також відомого як Кубок Англії. Вдруге титул здобув Вулвергемптон Вондерерз.

## Перший раунд
| Дата                  | Господарі                          | Рахунок | Гості                    |
| --------------------- | ---------------------------------- | ------- | ------------------------ |
| 11 січня              | Честерфілд                         | 2:0     | Стоктон                  |
| 11 січня              | Бристоль Сіті                      | 0:0     | Грімсбі Таун             |
| 15 січня Перегравання | Грімсбі Таун                       | 2:1     | Бристоль Сіті            |
| 11 січня              | Бернлі                             | 1:2     | Саутгемптон              |
| 11 січня              | Бері                               | 2:1     | Міллволл                 |
| 11 січня              | Ліверпуль                          | 4:2     | Дербі Каунті             |
| 11 січня              | Сток                               | 5:0     | Лінкольн Сіті            |
| 11 січня              | Ноттс Каунті                       | 2:0     | Мідлсбро                 |
| 11 січня              | Астон Вілла                        | 3:0     | Стокпорт Каунті          |
| 11 січня              | Болтон Вондерерз                   | 5:0     | Вокінг                   |
| 11 січня              | Вест-Бромвіч Альбіон               | 1:1     | Бірмінгем Сіті           |
| 15 січня Перегравання | Бірмінгем Сіті                     | 1:2     | Вест-Бромвіч Альбіон     |
| 11 січня              | Лутон Таун                         | 3:8     | Фулгем                   |
| 11 січня              | Гейнсборо Триніті                  | 1:0     | Вотфорд                  |
| 11 січня              | Евертон                            | 1:0     | Тоттенгем Готспур        |
| 11 січня              | Свіндон Таун                       | 0:0     | Шеффілд Юнайтед          |
| 16 січня Перегравання | Шеффілд Юнайтед                    | 2:3     | Свіндон Таун             |
| 11 січня              | Лестер Фосс                        | 2:0     | Блекберн Роверз          |
| 11 січня              | Вулвіч Арсенал                     | 0:0     | Галл Сіті                |
| 16 січня Перегравання | Галл Сіті                          | 4:1     | Вулвіч Арсенал           |
| 11 січня              | Ньюкасл Юнайтед                    | 2:0     | Ноттінгем Форест         |
| 11 січня              | Нью Бромптон                       | 3:1     | Сандерленд               |
| 11 січня              | Квінз Парк Рейнджерс               | 1:0     | Редінг                   |
| 11 січня              | Нортгемптон Таун                   | 0:1     | Бристоль Роверз          |
| 11 січня              | Глоссоп                            | 0:0     | Манчестер Сіті           |
| 15 січня Перегравання | Манчестер Сіті                     | 6:0     | Глоссоп                  |
| 11 січня              | Ковентрі Сіті                      | 2:4     | Крістал Пелес            |
| 11 січня              | Вест Гем Юнайтед                   | 1:0     | Ротергем Таун            |
| 11 січня              | Брайтон енд Гоув Альбіон           | 1:1     | Престон Норт-Енд         |
| 16 січня Перегравання | Престон Норт-Енд                   | 1:1     | Брайтон енд Гоув Альбіон |
| 20 січня Перегравання | Престон Норт-Енд                   | 0:1     | Брайтон енд Гоув Альбіон |
| 11 січня              | Манчестер Юнайтед                  | 3:1     | Блекпул                  |
| 11 січня              | Норвіч Сіті                        | 2:0     | Венсдей                  |
| 11 січня              | Плімут Аргайл                      | 1:0     | Барнслі                  |
| 11 січня              | Бредфорд Сіті                      | 1:1     | Вулвергемптон Вондерерз  |
| 15 січня Перегравання | Вулвергемптон Вондерерз            | 1:0     | Бредфорд Сіті            |
| 11 січня              | Карлайл Юнайтед                    | 2:2     | Брентфорд                |
| 15 січня Перегравання | Брентфорд                          | 1:3     | Карлайл Юнайтед          |
| 11 січня              | Олдем Атлетік                      | 2:1     | Лідс Сіті                |
| 11 січня              | Челсі                              | 9:1     | Ворксоп Таун             |
| 11 січня              | Гастінгс-енд-Сент-Леонардс Юнайтед | 0:1     | Портсмут                 |

## Другий раунд
До другого раунду увійшли переможці першого раунду.
| Дата                   | Господарі                | Рахунок | Гості                    |
| ---------------------- | ------------------------ | ------- | ------------------------ |
| 1 лютого               | Ліверпуль                | 1:1     | Брайтон енд Гоув Альбіон |
| 5 лютого Перегравання  | Брайтон енд Гоув Альбіон | 0:3     | Ліверпуль                |
| 1 лютого               | Саутгемптон              | 1:0     | Вест-Бромвіч Альбіон     |
| 1 лютого               | Сток                     | 1:1     | Гейнсборо Триніті        |
| 5 лютого Перегравання  | Гейнсборо Триніті        | 2:2     | Сток                     |
| 10 лютого Перегравання | Сток                     | 3:1     | Гейнсборо Триніті        |
| 1 лютого               | Ноттс Каунті             | 1:1     | Болтон Вондерерз         |
| 5 лютого Перегравання  | Болтон Вондерерз         | 2:1     | Ноттс Каунті             |
| 1 лютого               | Астон Вілла              | 3:0     | Галл Сіті                |
| 1 лютого               | Грімсбі Таун             | 6:2     | Карлайл Юнайтед          |
| 1 лютого               | Вулвергемптон Вондерерз  | 2:0     | Бері                     |
| 1 лютого               | Свіндон Таун             | 2:1     | Квінз Парк Рейнджерс     |
| 1 лютого               | Ньюкасл Юнайтед          | 2:0     | Вест Гем Юнайтед         |
| 1 лютого               | Манчестер Сіті           | 1:1     | Нью Бромптон             |
| 5 лютого Перегравання  | Нью Бромптон             | 1:2     | Манчестер Сіті           |
| 1 лютого               | Фулгем                   | 2:1     | Норвіч Сіті              |
| 1 лютого               | Бристоль Роверз          | 2:0     | Честерфілд               |
| 1 лютого               | Портсмут                 | 1:0     | Лестер Фосс              |
| 1 лютого               | Манчестер Юнайтед        | 1:0     | Челсі                    |
| 1 лютого               | Плімут Аргайл            | 2:3     | Крістал Пелес            |
| 1 лютого               | Олдем Атлетік            | 0:0     | Евертон                  |
| 5 лютого Перегравання  | Евертон                  | 6:1     | Олдем Атлетік            |

## Третій раунд
До третього раунду увійшли переможці другого раунду. 
| Дата                   | Господарі               | Рахунок | Гості             |
| ---------------------- | ----------------------- | ------- | ----------------- |
| 22 лютого              | Саутгемптон             | 2:0     | Бристоль Роверз   |
| 22 лютого              | Астон Вілла             | 0:2     | Манчестер Юнайтед |
| 22 лютого              | Болтон Вондерерз        | 3:3     | Евертон           |
| 26 лютого Перегравання | Евертон                 | 3:1     | Болтон Вондерерз  |
| 22 лютого              | Грімсбі Таун            | 1:0     | Крістал Пелес     |
| 22 лютого              | Манчестер Сіті          | 1:1     | Фулгем            |
| 26 лютого Перегравання | Фулгем                  | 3:1     | Манчестер Сіті    |
| 22 лютого              | Вулвергемптон Вондерерз | 2:0     | Свіндон Таун      |
| 22 лютого              | Ньюкасл Юнайтед         | 3:1     | Ліверпуль         |
| 22 лютого              | Портсмут                | 0:1     | Сток              |

## Четвертий раунд
У цьому раунді зіграли переможці попереднього етапу.
| Дата                    | Господарі       | Рахунок | Гості                   |
| ----------------------- | --------------- | ------- | ----------------------- |
| 7 березня               | Евертон         | 0:0     | Саутгемптон             |
| 11 березня Перегравання | Саутгемптон     | 3:2     | Евертон                 |
| 7 березня               | Фулгем          | 2:1     | Манчестер Юнайтед       |
| 7 березня               | Ньюкасл Юнайтед | 5:1     | Грімсбі Таун            |
| 7 березня               | Сток            | 0:1     | Вулвергемптон Вондерерз |

## Півфінали
У півфіналах зіграли команди, що перемогли на попередньому етапі.
| Дата       | Господарі               | Рахунок | Гості       |
| ---------- | ----------------------- | ------- | ----------- |
| 28 березня | Вулвергемптон Вондерерз | 2:0     | Саутгемптон |
| 28 березня | Ньюкасл Юнайтед         | 6:0     | Фулгем      |

## Фінал
| 25 квітня 1908 |

| Вулвергемптон Вондерерз         | 3:1      | Ньюкасл Юнайтед |
| ------------------------------- | -------- | --------------- |
| Гант 40' Гедлі 43' Гаррісон 85' | Протокол | Гоуві 73'       |

| Крістал Пелес, Лондон Глядачів: 74 967 Арбітр: Т.П. Кемпбелл |